# هارولد غور براون
هارولد غور براون (بالإنجليزية: Harold Gore Browne)‏ هو عسكري جنوب أفريقي، ولد في 18 سبتمبر 1856، وتوفي في 4 يناير 1938.